# Zamboanga Sibugay
Zamboanga Sibugay est une province des Philippines.

## Villes et municipalités
Municipalités
- Alicia
- Buug
- Diplahan
- Imelda
- Ipil
- Kabasalan
- Mabuhay
- Malangas
- Naga
- Olutanga
- Payao
- Roseller Lim
- Siay
- Talusan
- Titay
- Tungawan